# Dominique-Emmanuel Blanchard
Pour les articles homonymes, voir Blanchard.
 (janvier 2017).
Si vous disposez d'ouvrages ou d'articles de référence ou si vous connaissez des sites web de qualité traitant du thème abordé ici, merci de compléter l'article en donnant les références utiles à sa vérifiabilité et en les liant à la section « Notes et références ».
Dominique-Emmanuel Blanchard, né le 18 décembre 1949 à Solesmes (Nord), est un écrivain, éditeur, réalisateur français et producteur en audiovisuel.

## Parcours
En décembre 1993, DEB lance la revue littéraire Le Bord de l'eau ou « BDL » avec Francis Jeanson, Michel Cazenave, Olivier Rolin, Bernard-Henri Lévy, etc. La maison d'édition Le Bord de l'eau est fondée en 1994.
En 2001, elle a édité 33 numéros. En 2005, il crée une société de production et de création audiovisuelle « Le Bord de l'eau productions ». En 2007, Jean-Luc Veyssy en prend la direction. En 2009, Il se retire afin de se consacrer à ses propres créations littéraires et audio-visuelles.
En 2016, il est directeur délégué aux éditions Félicia-France Doumayrenc (FFD).

## Œuvres

### Livres
- 1997 : Une exigence de sens I, avec Francis Jeanson, in BDL no 22 ;
- 2000 : Collaboration in L'Extermination douce de Max Lafont ;
- 2002 : Lisa d'Hollywood, roman ;
- 2002 : Dugarry l'insoumis, avec Jean Yssev, entretiens avec Christophe Dugarry ;
- 2003 : Noir Désir - L'Expérience des limites, avec Jean Yssev, entretiens avec Bertrand Cantat ;
- 2004 : BHL, Bérénice & Frédéric B, roman ;
- 2015 : Considérables décombres (poésies et photos), éditions Le Serpolet ;
- 2015 : Les Valises du professeur Jeanson (essai biographique) Éditions Ovadia ;
- 2016 : Vous, roman, Éditions FFD ;
- 2018 : B comme Blanche etc. roman, Éditions La P'tite Hélène.
- 2023 : Lady mother, roman Maïa éditions

### Films-vidéo
- 2006 : Regard sur le pays de Montaigne vidéo (22 min) in le livre éponyme ;
- 2007 : Elle s'appelle Michèle Delaunay (documentaire de 37 min) in le livre de Michèle Delaunay L'éphémérité durable du blog ;
- 2011 : Le Diable de la République, 40 ans de Front National avec Jean-Charles Deniau[1] ;
- 2012 : La Construction du bonheur par Robert Misrahi (documentaire de 98 min) scénario Robert Misrahi et Nicolas Martin ;
- en cours de réalisation[Quand ?] : Francis Jeanson : Cet ami-là.

### Télévision
- Réalisateur pour Tambour battant, magazine culturel et scientifique diffusé sur la chaîne Cinaps TV (chaîne de télévision TNT disparue en 2018)